# Cylisticus aprutianus
Cylisticus aprutianus is een pissebed uit de familie Cylisticidae. De wetenschappelijke naam van de soort is voor het eerst geldig gepubliceerd in 1980 door Taiti & Manicastri.